# سیارک ۱۸۵۸۱
سیارک ۱۸۵۸۱ (به انگلیسی: 18581 Batllo، نامگذاری:1997XV8) هجده هزار و پانصد و هشتاد و یکمین سیارک کشف شده‌است که در ۷ دسامبر ۱۹۹۷ کشف شد.
قدر مطلق سیارک برابر ۲۰٫۴ است.